# 백남치
백남치(白南治, 본명: 백남채, 1944년 1월 22일~2022년 5월 4일)는 대한민국의 교수 출신 정치인이다. 제13·14·15대 국회의원을 역임하였다. 본관은 수원이다.
1978년 제10대 총선에 무소속으로 출마하면서 정계에 입문하였다. 10대 총선에서는 낙선하였고, 이후 1988년 13대 총선에서 노원구 갑의 국회의원으로 당선되었으며, 이후 14, 15대 총선에서도 당선되었다. 15대 국회에서는 상반기 건설교통위원장을 맡았다.
한때 이회창의 측근 7인방 중 한사람이었으나, 1996년 초 건설교통위원장 재직시 김포 매립지 용도 변경 등과 관련해 동아건설로부터 8차례에 걸쳐 1억 2천만원을 받은 사실이 드러나 16대 총선 공천에서 탈락했다. 이에 반발해 자민련으로 당적을 옮겨 출마했으나 낙선했고, 2000년 9월 1일 1심에서 징역 5년형 추징금 1억 2천만원을 선고받고 법정구속되었다. 이후 2001년 1월 9일 항소심에서 2년 6개월, 추징금 1억 2천만원으로 감형되었다.2001년 5월 17일 대법원 상고심에서 징역 2년 6개월, 추징금 1억 2천만원의 원심이 확정되면서 사실상 정계를 은퇴했다.
2012년 기준으로 동성고등학교 총동문회 명예회장을 지냈다.

## 학력
- 1956 문산국민학교 졸업
- 1959 동성중학교 졸업
- 1962 동성고등학교 졸업
- 서울대학교 법과대학 법학 학사
- 뉴욕대학교 정치학과 대학원 석사
- 컬럼비아 대학교 국제정치학과 대학원 정치학 박사

## 경력
- 1975년 미국 뉴욕시립대 아시안-아메리칸협 연구관
- 1976년 미국 정치학회 회원
- 1979년 서울대학교 대학원 강사
- 1981년 경찰대학교 정치과 교수
- 1987년 민추협 통일문제위원회 부위장
- 1987년 민족문제연구소 정치외교안보위원회 부위장
- 1988년 통일민주당 부대변인
- 1988년 국회 행정위원회 위원
- 1988년 제13대 국회의원(통일민주당, 서울 노원갑)
- 1992년 국회 예산결산특별위원회 위원
- 1992년 민주자유당 제3정책조정실장
- 1992년 제14대 국회의원(민주자유당, 서울 노원갑)
- 1993년 민주자유당 정조2실장
- 1993년 대한웅변인협회 제39대 총재
- 1993년 한국지체장애인협회 후원회장
- 1993년 민주자유당 기획조정실장
- 1996년 국회 건설교통위원회 위원장
- 1996년 제15대 국회의원(신한국당,서울 노원갑)
- 1997년 한나라당 서울 노원갑지구당 지구당위원장
- 1997년 신한국당 선대위 조직본부장
- 1999년 한나라당 지명직 당무위원
- 2000년 자민련 부대변인
- 2000년 자민련 서울 노원갑지구당 지구당위원회

## 역대 선거 결과
|  | 9.6% |

|  | 28.47% |

|  | 41.91% |

|  | 32.77% |

|  | 15.78% |

## 소속 정당
| 소속 정당 | 소속 정당    | 소속 기간 | 비고                |
| --------- | ------------ | --------- | ------------------- |
|           | 신민당       | 1978      | 정계 입문           |
|           | 무소속       | 1978~1987 | 탈당                |
|           | 통일민주당   | 1987~1990 | 합당                |
|           | 민주자유당   | 1990~1995 | 합당                |
|           | 신한국당     | 1995~1997 | 당명 변경           |
|           | 한나라당     | 1997~2000 | 합당                |
|           | 무소속       | 2000      | 탈당                |
|           | 자유민주연합 | 2000~2001 | 입당                |
|           | 무소속       | 2001~2022 | 탈당 정계 은퇴 사망 |

## 같이 보기
- 노원구 갑
- 서울 노원구의 국회의원